# Luat Lombang
Luat Lombang is een bestuurslaag in het regentschap Tapanuli Selatan van de provincie Noord-Sumatra, Indonesië. Luat Lombang telt 1186 inwoners (volkstelling 2010).